# París-Roubaix 2018
La París-Roubaix 2018 va ser la 116a edició de la clàssica ciclista París-Roubaix. La cursa es disputà el 8 d'abril de 2018 entre la vila de Compiègne i el velòdrom André Pétrieux de Roubaix, amb un recorregut final de 257 km. Aquesta fou la quinzena prova de l'UCI World Tour 2018.
El vencedor final fou l'eslavac Peter Sagan (Bora-Hansgrohe), que s'imposà a l'esprint al seu company d'escapada, el suís Silvan Dillier (AG2R La Mondiale). Completà el podi el neerlandès Niki Terpstra (Quick-Step Floors). Durant la cursa el català Marc Soler (Movistar Team) va tenir un paper destacat, formant part de l'escapada inicial i mantenint-se al capdavant de la cursa fins que fou neutralitzat per Zdenek Stybar (Quick-Step Floors).

## Recorregut

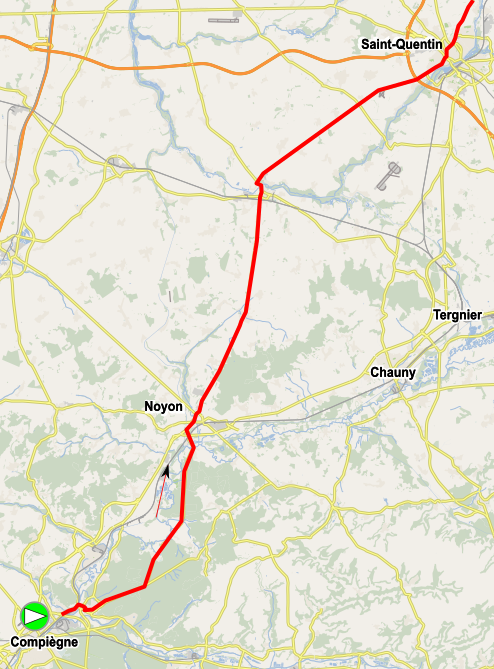
Primera part del recorregut, sectors de llambordes en verd.
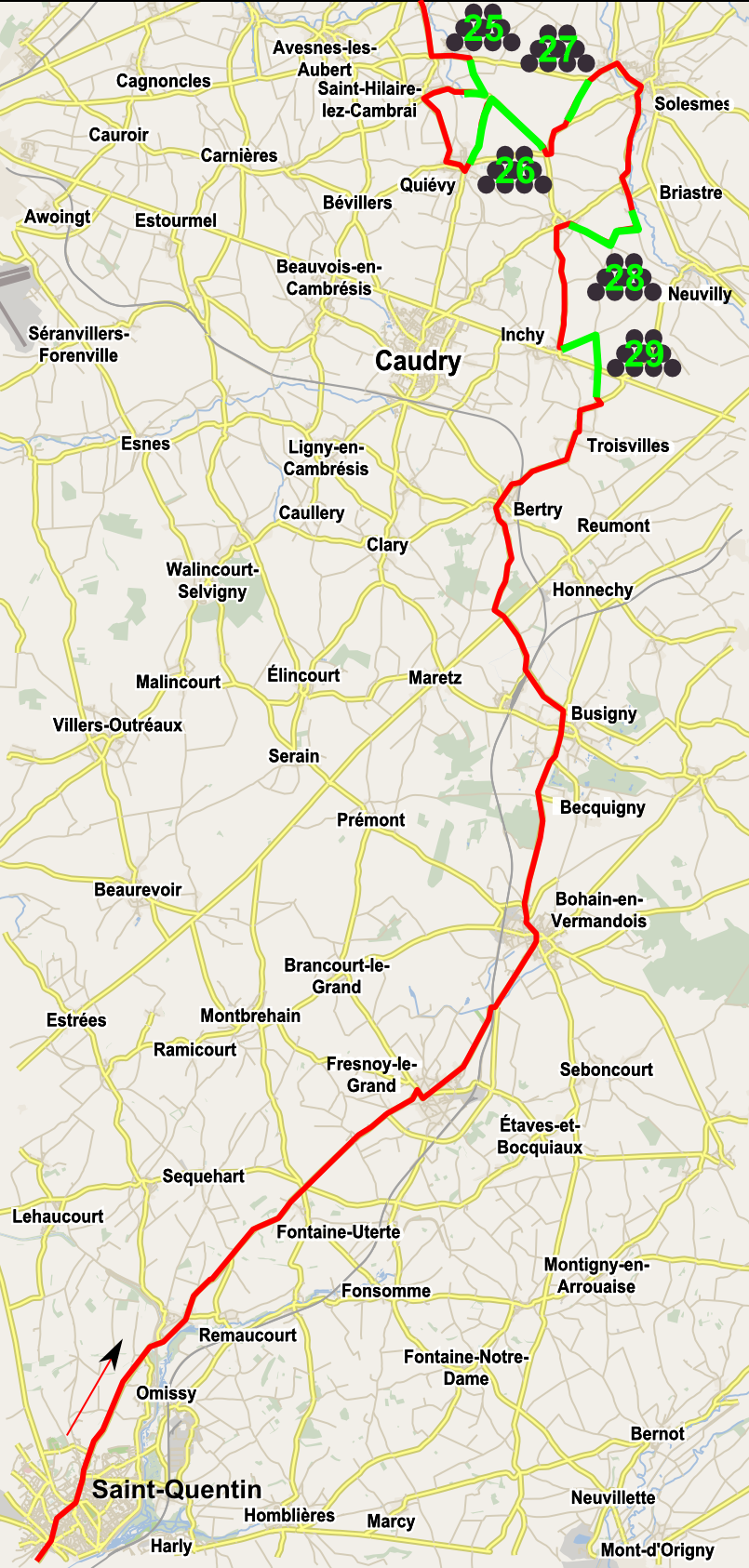
Recorregut entre Saint-Quentin i Solesmes.
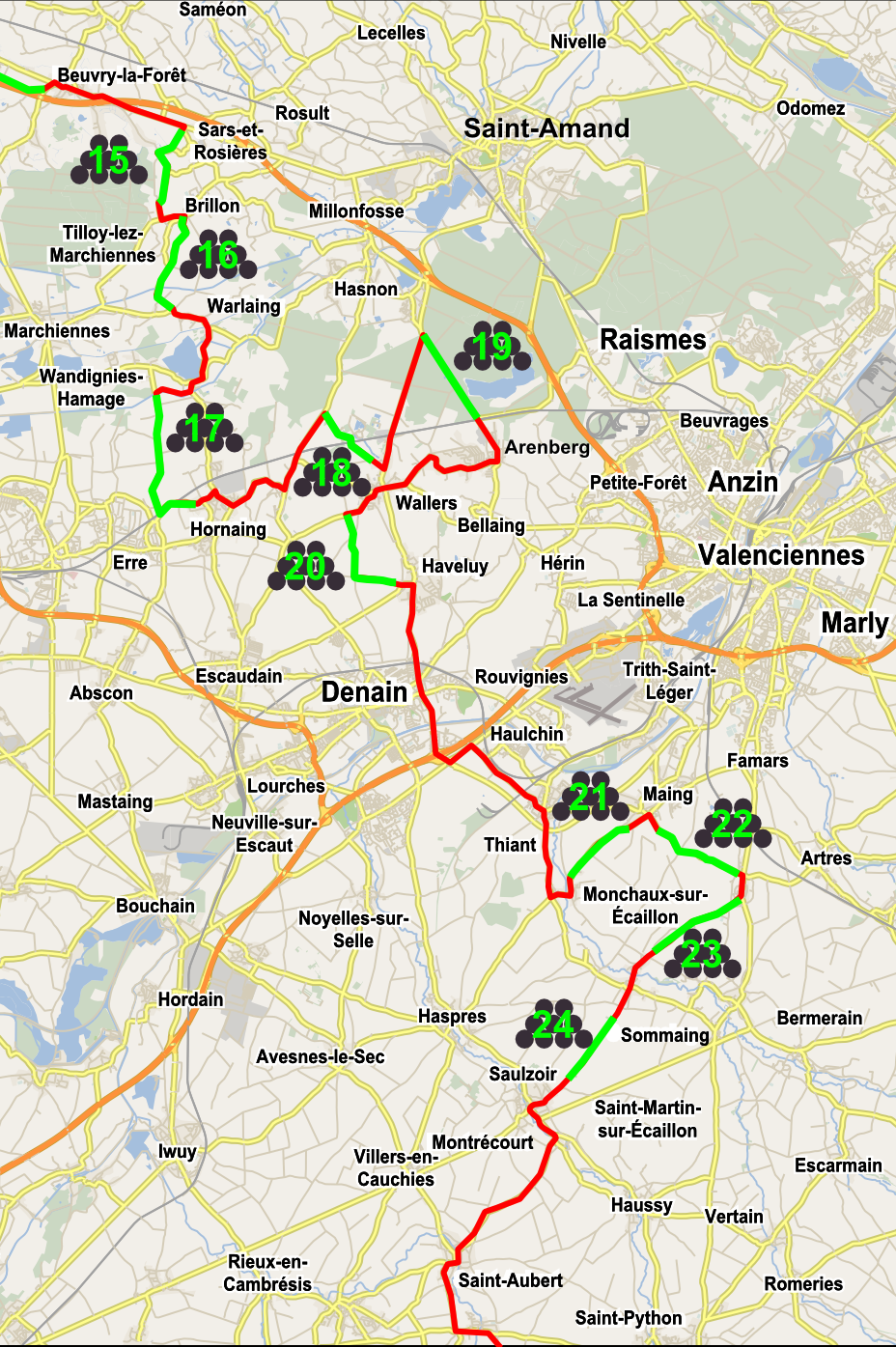
Recorregut entre Solesmes i Orchies.
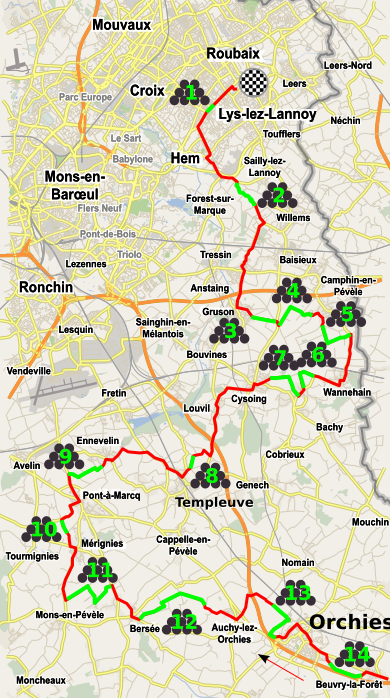
Recorregut entre Orchies i Roubaix

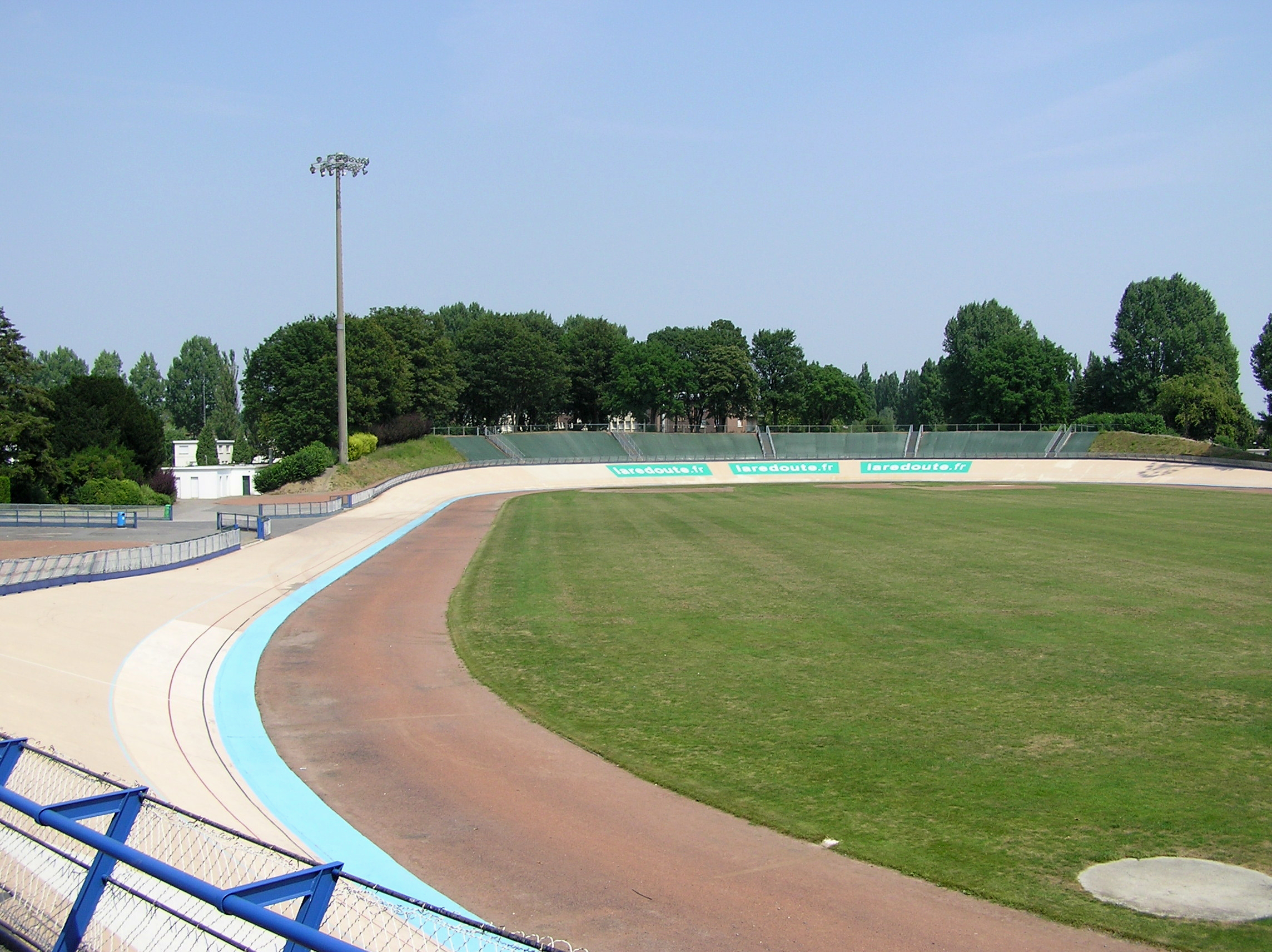
El Velòdrom André-Pétrieux, lloc de l'arribada

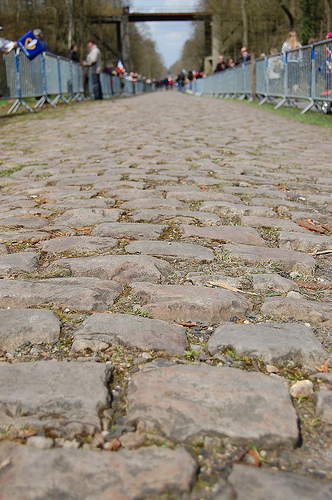
El Trouée d'Arenberg és considerat el sector de llambordes més difícil de la cursa.

El recorregut de la París-Roubaix varia poc respecte al de l'edició de 2017, amb un recorregut de 257 km, els quals 54,5 km seran sobre llambordes repartits entre vint-i-nou sectors, S'incorpora un tram de llambordes inèdit, a Cambrésis. Tres són els sectors més complicats: Trouée d'Arenberg (km 162), Mons-en-Pévèle (km 209) i Carrefour de l'Arbre (km 240,5). Els darrers 750 metres es disputen dins el velòdrom de Roubaix.
| Sector | Quilòmetres | Localització                                         | Llargada (m) | Dificultat |
| ------ | ----------- | ---------------------------------------------------- | ------------ | ---------- |
| 29     |             | Troisvilles > Inchy                                  | 2.200        | 03         |
| 28     |             | Viesly > Briastre                                    | 3.000        | 03         |
| 27     |             | Saint-Python                                         | 1.500        | 02         |
| 26     |             | Saint-Python > Quiévy                                | 3.700        | 04         |
| 25     |             | Saint-Hilaire-lez-Cambrai > Saint-Vaast-en-Cambrésis | 1.1500       | 03         |
| 24     |             | Saulzoir > Verchain-Maugré                           | 1.200        | 02         |
| 23     |             | Verchain-Maugré > Quérénaing                         | 1.600        | 03         |
| 22     |             | Quérénaing > Maing                                   | 2.500        | 03         |
| 21     |             | Maing > Monchaux-sur-Écaillon                        | 1.600        | 03         |
| 20     |             | Haveluy > Wallers                                    | 2.500        | 04         |
| 19     |             | Trouée d'Arenberg                                    | 2.400        | 05         |
| 18     |             | Wallers > Hélesmes                                   | 1.600        | 03         |
| 17     |             | Hornaing > Wandignies-Hamage                         | 3.700        | 04         |
| 16     |             | Warlaing > Brillon                                   | 2.400        | 03         |
| 15     |             | Tilloy-lez-Marchiennes > Sars-et-Rosières            | 2.400        | 04         |
| 14     |             | Beuvry-la-Forêt > Orchies                            | 1.400        | 03         |
| 13     |             | Orchies                                              | 1.700        | 03         |
| 12     |             | Auchy-lez-Orchies > Bersée                           | 2.700        | 04         |
| 11     |             | Mons-en-Pévèle                                       | 3.000        | 05         |
| 10     |             | Mérignies > Avelin                                   | 700          | 02         |
| 9      |             | Pont-Thibaut > Ennevelin                             | 1.400        | 03         |
| 8      |             | Templeuve (l'Épinette i Moulin-de-Vertain)           | 200 + 500    | 02         |
| 7      |             | Cysoing > Bourghelles                                | 1.300        | 03         |
| 6      |             | Bourghelles > Wannehain                              | 1.100        | 03         |
| 5      |             | Camphin-en-Pévèle                                    | 1.800        | 04         |
| 4      |             | Carrefour de l'Arbre                                 | 2.100        | 05         |
| 3      |             | Gruson                                               | 1.100        | 02         |
| 2      |             | Willems > Hem                                        | 1.400        | 03         |
| 1      |             | Roubaix                                              | 300          | 01         |
| Total  | Total       | Total                                                | 55.000       | 55.000     |

## Equips participants
A la cursa hi prengueren part vint-i-cinc equips, els divuit World Tour i set equips continentals professionals que foren convidats per l'organització.
| WorldTeams (18)- AG2R La Mondiale - Astana - Bahrain-Merida - BMC Racing Team - Bora-Hansgrohe - Dimension Data - EF Education First-Drapac p/b Cannondale - Groupama-FDJ - Katusha-Alpecin - Lotto Soudal - Lotto NL-Jumbo - Mitchelton-Scott - Movistar Team - Quick-Step Floors - Sky - Team Sunweb - Trek-Segafredo - UAE Team Emirates Equips continentals professionals (7)- Cofidis, Solutions Crédits - Delko-Marseille Provence-KTM - Direct Énergie - Fortuneo-Samsic - Vérandas Willems-Crelan - Vital Concept - WB-Aqua Protect-Veranclassic |
| |

## Classificació final
| \| Classificació general \| Classificació general \| Classificació general \| Classificació general \| Classificació general \| \| Corredor \| Corredor \| Equip \| Temps \| \| \| --------------------- \| --------------------- \| ------------------------- \| --------------------- \| --------------------- \| \| 1r \| Peter Sagan \| Bora-Hansgrohe \| 5h 54' 06" \| \| \| 2n \| Silvan Dillier \| AG2R La Mondiale \| + 0" \| \| \| 3r \| Niki Terpstra \| Quick-Step Floors \| + 57" \| \| \| 4t \| Greg Van Avermaet \| BMC Racing Team \| + 1' 34" \| \| \| 5è \| Jasper Stuyven \| Trek-Segafredo \| + 1' 34" \| \| \| 6è \| Sep Vanmarcke \| EF Education First-Drapac \| + 1' 34" \| \| \| 7è \| Nils Politt \| Katusha-Alpecin \| + 2' 31" \| \| \| 8è \| Taylor Phinney \| EF Education First-Drapac \| + 2' 31" \| \| \| 9è \| Zdeněk Štybar \| Quick-Step Floors \| + 2' 31" \| \| \| 10è \| Jens Debusschere \| Lotto-Soudal \| + 2' 31" \| \| \| 11è \| Mike Teunissen \| Team Sunweb \| + 2' 31" \| \| \| 12è \| Oliver Naesen \| AG2R La Mondiale \| + 2' 31" \| \| \| 13è \| Wout van Aert \| Verandas Willems-Crelan \| + 2' 31" \| \| \| 14è \| Jelle Wallays \| Lotto-Soudal \| + 2' 37" \| \| \| 15è \| Philippe Gilbert \| Quick-Step Floors \| + 3' 07" \| \| \| 16è \| Amund Grøndahl Jansen \| LottoNL-Jumbo \| + 3' 07" \| \| \| 17è \| John Degenkolb \| Trek-Segafredo \| + 3' 07" \| \| \| 18è \| Marco Marcato \| UAE Team Emirates \| + 3' 07" \| \| \| 19è \| Dylan van Baarle \| Team Sky \| + 3' 07" \| \| \| 20è \| Heinrich Haussler \| Bahrain-Merida \| + 3' 07" \| \| |                       |                           |            |
| |                       |                           |            |
| Font: ProCyclingStats |                       |                           |            |
| Classificació general |                       |                           |            |
| Corredor | Corredor              | Equip                     | Temps      |
| 1r | Peter Sagan           | Bora-Hansgrohe            | 5h 54' 06" |
| 2n | Silvan Dillier        | AG2R La Mondiale          | + 0"       |
| 3r | Niki Terpstra         | Quick-Step Floors         | + 57"      |
| 4t | Greg Van Avermaet     | BMC Racing Team           | + 1' 34"   |
| 5è | Jasper Stuyven        | Trek-Segafredo            | + 1' 34"   |
| 6è | Sep Vanmarcke         | EF Education First-Drapac | + 1' 34"   |
| 7è | Nils Politt           | Katusha-Alpecin           | + 2' 31"   |
| 8è | Taylor Phinney        | EF Education First-Drapac | + 2' 31"   |
| 9è | Zdeněk Štybar         | Quick-Step Floors         | + 2' 31"   |
| 10è | Jens Debusschere      | Lotto-Soudal              | + 2' 31"   |
| 11è | Mike Teunissen        | Team Sunweb               | + 2' 31"   |
| 12è | Oliver Naesen         | AG2R La Mondiale          | + 2' 31"   |
| 13è | Wout van Aert         | Verandas Willems-Crelan   | + 2' 31"   |
| 14è | Jelle Wallays         | Lotto-Soudal              | + 2' 37"   |
| 15è | Philippe Gilbert      | Quick-Step Floors         | + 3' 07"   |
| 16è | Amund Grøndahl Jansen | LottoNL-Jumbo             | + 3' 07"   |
| 17è | John Degenkolb        | Trek-Segafredo            | + 3' 07"   |
| 18è | Marco Marcato         | UAE Team Emirates         | + 3' 07"   |
| 19è | Dylan van Baarle      | Team Sky                  | + 3' 07"   |
| 20è | Heinrich Haussler     | Bahrain-Merida            | + 3' 07"   |